# كوينتن ويلر
كوينتن ويلر (بالإنجليزية: Quentin Wheeler)‏ هو منافس ألعاب قوى أمريكي، ولد في 27 أبريل 1955.

## وصلات خارجية
- كوينتن ويلر على موقع الاتحاد الدولي لألعاب القوى (الإنجليزية)
- كوينتن ويلر على موقع أوليمبيديا (الإنجليزية)